# أندريس فيليبي سولانو
أندريس فيليبي سولانو (بالإنجليزية: Andrés Felipe Solano)‏ (1977، بوغوتا في كولومبيا)؛ صحفي وروائي كولومبي.